# 장사동 (서울)
장사동(長沙洞)은 서울특별시 종로구에 있는 법정동으로, 행정동인 종로1·2·3·4가동 아래에 있다.

## 지명 유래
장사동이라는 이름은 일제가 원래의 지명과는 전혀 관계 없이 만들어 냈다. 일제가 여러 동들을 합치면서, 단순히 동의 남쪽에 붙은 청계천의 모래흙이 긴 뱀꼴(장사형/長蛇形)이었다던 데서 붙인 이름이다.

## 연혁
- 1914년 : 판정동(板井洞), 모곡동 일부(帽谷洞), 중부동 일부(中部洞), 하교(河橋), 상판교 일부(上板橋), 하판교 일부(下板橋)를 장사동(長沙洞)으로 통합
- 1936년 4월 : 장사정(長沙町)으로 변경
- 1943년 6월 : 신설된 종로구에 배속
- 1946년 10월 1일 : 장사동으로 변경